# لکه‌دار

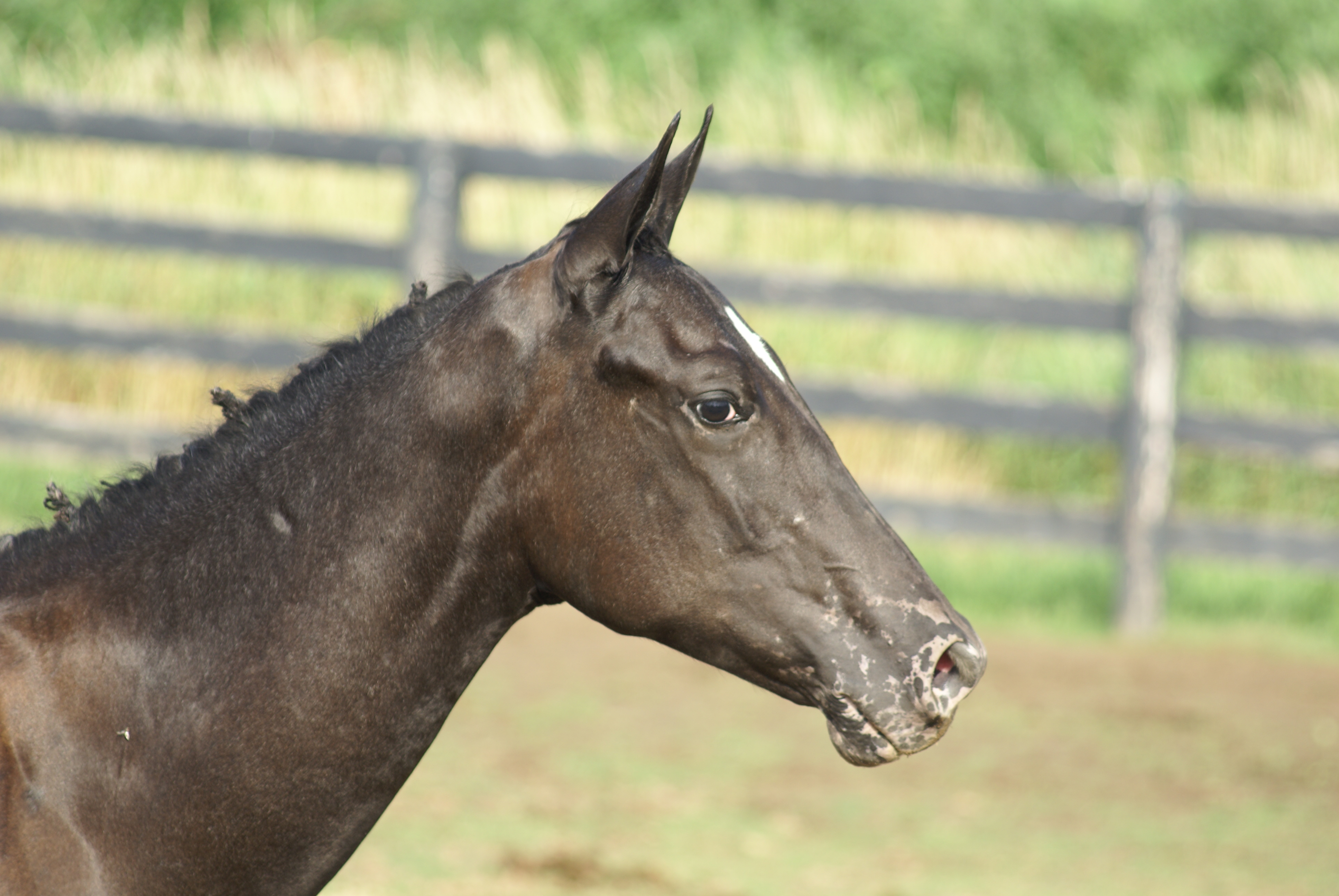
این اسب آپالوسا در اطراف دهان و سوراخ‌های بینی خود لکه‌هایی را نشان می‌دهد. در این مورد خاص، این یک ویژگی ارثی طبیعی است که با الگوی رنگی کت خالدار مرتبط است و نشانه بیماری نیست.

لکه‌دار یا خال‌چین Mottle الگویی از نشانه‌های نامنظم، خال‌ها، رگه‌ها، لکه‌ها یا تکه‌هایی با سایه‌ها یا رنگ‌های گوناگون است. معمولاً برای توصیف سطح گیاهان یا پوست جانوران استفاده می‌شود. خال‌چین در گیاهان معمولاً شامل لکه‌های زردرنگ روی گیاهان است و معمولاً نشانه بیماری یا سوء تغذیه است. بسیاری از ویروس‌های گیاهی باعث ایجاد لکه‌بینی می‌شوند که برخی از نمونه‌ها عبارتند از:
- ویروس لکه‌ای رگی تنباکو
- ویروس لکه‌ای غلاف لوبیا

لکه‌دار همچنین می‌توانند به تغییر رنگ در غذاهای فرآوری‌شده مانند کره اشاره داشته باشند.

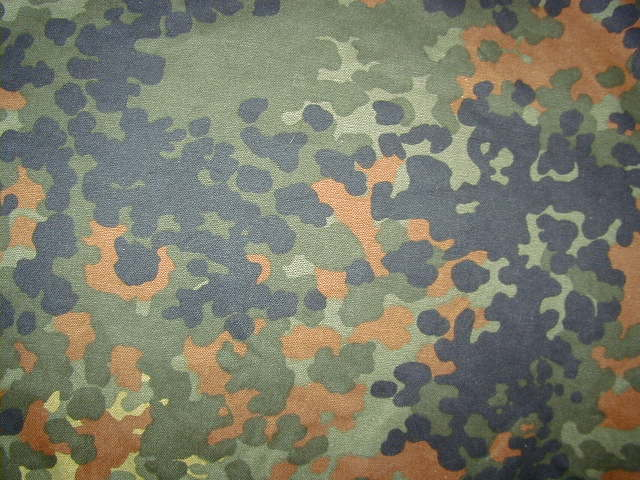
استتار خالدار Flecktarn

در زمین‌شناسی، لکه‌دار به بافت لکه‌ای/لکه‌ای از دگرسانی یا بین‌لایه‌ای گفته می‌شود که معمولاً در سنگ‌آهک یافت می‌شود و معمولاً توسط برهم‌زدگی زیستی ایجاد می‌شود.
در چاپ گرافیکی، لکه‌دار به رنگ ناهموار ناشی از چاپ کاغذهای بافت‌دار، عمدتاً در سطوح رنگی بزرگ‌تر، اشاره دارد. به دلیل سطح ناهموار، برخلاف چاپ افست، همه الیاف کاغذ به‌طور یکنواخت از رنگ اشباع نمی‌شوند.
لباس‌های رزمی نظامی اغلب از الگوی لکه‌دار مانند پوست قورباغه و فلک‌ترن استفاده می‌کنند.